# Короткоозёрный
Короткоозёрный — упразднённый разъезд (населённый пункт) в Татарском районе Новосибирской области. Входил в состав Казаткульского сельсовета. Исключен из учётных данных в 2011 г.

## География
Площадь разъезда — 6 гектаров.

## Население
| 2002 | 2010 |
| ---- | ---- |
| 5    | ↘0   |

## Инфраструктура
На разъезде по данным на 2007 год отсутствует социальная инфраструктура.